# Socjogram
Socjogram – graficzna prezentacja stosunków między ludźmi, więzi społecznych lub relacji sympatii-antypatii, uznania itp. w grupie społecznej sporządzana w socjometrii.
Cele stosowania techniki socjogramu:
- poznanie stosunków międzyludzkich (w tym stosunków między zwierzchnikami a pracownikami);
- ujawnienie istnienia klik w grupie;
- porównanie hierarchii oficjalnej z nieoficjalną;
- uzyskanie informacji o istnieniu nieformalnych przywódców lub gwiazd socjometrycznych;
- porównanie oficjalnych i nieoficjalnych kanałów informacyjnych;

Rodzaje socjogramów według Brzezińskiej:
- nieuporządkowany - sporządzany jest tylko dla małych grup
- socjogram kołowy - gdzie na kolejnych okręgach wpisywane są punkty odpowiadające osobom, które uzyskały liczbę wyborów odpowiednio najmniejszą na zewnętrznych kręgach i największą w środku koła
- socjogram hierarchiczny - gdzie odpowiednie punkty zaznacza się na prostym wykresie. W obu przypadkach zaznacza się za pomocą linii lub strzałek wybory między jednostkami. Czasami wybory wzajemne oznacza się w jakiś specyficzny sposób, np. obustronną strzałką.

W analizie sieciowej socjogramy zastąpione zostały prezentacjami w postaci grafów. Na bazie socjogramów sporządzane są tabele socjometryczne, umożliwiające obliczanie wskaźników zwartości grupy, spójności grupy i pozycji poszczególnych członków w grupie.